# Mokhleşābād
Mokhleşābād (persiska: موخليس آباد, مخلص آباد) är en ort i Iran.   Den ligger i provinsen Markazi, i den centrala delen av landet, 220 km sydväst om huvudstaden Teheran. Mokhleşābād ligger 1 753 meter över havet och antalet invånare är 314.
Terrängen runt Mokhleşābād är en högslätt.Runt Mokhleşābād är det ganska glesbefolkat, med 29 invånare per kvadratkilometer. Närmaste större samhälle är Farmahīn, 10,6 km öster om Mokhleşābād. Trakten runt Mokhleşābād består i huvudsak av gräsmarker.